# Liga de Voleibol Superior Femenino 2009
La Liga de Voleibol Superior Femenino 2009 si è svolta nel 2009: al torneo hanno partecipato 10 franchigie portoricane e la vittoria finale è andata per la seconda volta alle Llaneras de Toa Baja.

## Regolamento
La competizione prevede che le dieci squadre partecipanti si sfidino, per circa due mesi, senza un calendario rigido, fino a disputare ventidue partite ciascuna. Le prime otto classificate prendono parte ai quarti di finale, affrontandosi divise in due gironi da quattro squadre ciascuno, da cui le prime prime due classificate accedono alle semifinali e successivamente alla finale. Non sono previste retrocessioni.

## Squadre partecipanti
| - Caribes de San Sebastián - Criollas de Caguas - Gigantes de Carolina - Indias de Mayagüez - Leonas de Ponce | - Llaneras de Toa Baja - Mets de Guaynabo - Pinkin de Corozal - Valencianas de Juncos - Vaqueras de Bayamón |

## Campionato

### Regular season

#### Classifica
| Pos. | Squadra                  | Pt | G  | V  | P  | SV | SP | Ratio | PF   | PS   | Ratio |
| ---- | ------------------------ | -- | -- | -- | -- | -- | -- | ----- | ---- | ---- | ----- |
| 1    | Llaneras de Toa Baja     | 38 | 22 | 19 | 3  | 60 | 25 | 2 400 | 1930 | 1738 | 1 110 |
| 2    | Pinkin de Corozal        | 38 | 22 | 19 | 3  | 58 | 23 | 2 522 | 1940 | 1619 | 1 198 |
| 3    | Gigantes de Carolina     | 28 | 22 | 14 | 8  | 54 | 38 | 1 421 | 2004 | 1902 | 1 054 |
| 4    | Valencianas de Juncos    | 24 | 22 | 12 | 10 | 42 | 43 | 0 977 | 1855 | 1853 | 1 001 |
| 5    | Criollas de Caguas       | 22 | 22 | 11 | 11 | 42 | 49 | 0 857 | 1946 | 1941 | 1 003 |
| 6    | Indias de Mayagüez       | 22 | 22 | 10 | 12 | 43 | 45 | 0 956 | 1851 | 1914 | 0 967 |
| 7    | Vaqueras de Bayamón      | 22 | 22 | 10 | 12 | 42 | 40 | 1 050 | 1842 | 1800 | 1 023 |
| 8    | Mets de Guaynabo         | 14 | 22 | 7  | 15 | 34 | 50 | 0 680 | 1799 | 1916 | 0 939 |
| 9    | Caribes de San Sebastián | 14 | 22 | 7  | 15 | 42 | 52 | 0 808 | 1965 | 2036 | 0 965 |
| 10   | Leonas de Ponce          | 2  | 22 | 1  | 21 | 12 | 64 | 0 188 | 1441 | 1818 | 0 793 |

| Ammesse ai play-off scudetto - Girone A | Ammesse ai play-off scudetto - Girone B |

### Play-off

#### Quarti di finale

##### Girone A

###### Classifica
| Pos. | Squadra               | Pt | G | V | P | SV | SP | Ratio | PF  | PS  | Ratio |
| ---- | --------------------- | -- | - | - | - | -- | -- | ----- | --- | --- | ----- |
| 1    | Llaneras de Toa Baja  | 10 | 6 | 5 | 1 | 15 | 6  | 2 500 | 488 | 409 | 1 193 |
| 2    | Valencianas de Juncos | 6  | 7 | 3 | 3 | 12 | 13 | 0 923 | 526 | 541 | 0 972 |
| 3    | Criollas de Caguas    | 4  | 7 | 2 | 4 | 11 | 14 | 0 786 | 516 | 531 | 0 972 |
| 4    | Mets de Guaynabo      | 4  | 6 | 2 | 4 | 8  | 13 | 0 615 | 427 | 476 | 0 897 |

##### Classifica
| Pos. | Squadra              | Pt | G | V | P | SV | SP | Ratio | PF  | PS  | Ratio |
| ---- | -------------------- | -- | - | - | - | -- | -- | ----- | --- | --- | ----- |
| 1    | Pinkin de Corozal    | 10 | 6 | 5 | 1 | 15 | 7  | 2 143 | 502 | 459 | 1 094 |
| 2    | Gigantes de Carolina | 6  | 6 | 3 | 3 | 11 | 12 | 0 917 | 488 | 498 | 0 980 |
| 3    | Indias de Mayagüez   | 4  | 6 | 2 | 4 | 11 | 14 | 0 786 | 508 | 546 | 0 930 |
| 4    | Vaqueras de Bayamón  | 4  | 6 | 2 | 4 | 10 | 14 | 0 714 | 508 | 503 | 1 010 |

#### Semifinali e finale
|  | Semifinali            | Semifinali            | Semifinali           | Semifinali           | Semifinali | Semifinali | Semifinali | Semifinali | Semifinali |  |  | Finale               | Finale               | Finale               | Finale               | Finale | Finale | Finale | Finale | Finale |  |
|  |                       |                       |                      |                      |            |            |            |            |            |  |  |                      |                      |                      |                      |        |        |        |        |        |  |
|  | Llaneras de Toa Baja  | Llaneras de Toa Baja  | Llaneras de Toa Baja | Llaneras de Toa Baja | ?          | ?          | ?          | ?          | 3          |  |  |                      |                      |                      |                      |        |        |        |        |        |  |
|  | Gigantes de Carolina  | Gigantes de Carolina  | Gigantes de Carolina | Gigantes de Carolina | ?          | ?          | ?          | ?          | ?          |  |  | Llaneras de Toa Baja | Llaneras de Toa Baja | Llaneras de Toa Baja | Llaneras de Toa Baja | ?      | ?      | ?      | ?      | 3      |  |
|  | Pinkin de Corozal     | Pinkin de Corozal     | ?                    | ?                    | ?          | ?          | ?          | ?          | 3          |  |  | Pinkin de Corozal    | Pinkin de Corozal    | Pinkin de Corozal    | Pinkin de Corozal    | ?      | ?      | ?      | ?      | 2      |  |
|  | Valencianas de Juncos | Valencianas de Juncos | ?                    | ?                    | ?          | ?          | ?          | ?          | 2          |  |  |                      |                      |                      |                      |        |        |        |        |        |  |

## Classifica finale
| Pos | Squadra                  |
| --- | ------------------------ |
| 1   | Llaneras de Toa Baja     |
| 2   | Pinkin de Corozal        |
| 3   | Gigantes de Carolina     |
| 4   | Valencianas de Juncos    |
| 5   | Criollas de Caguas       |
| 6   | Indias de Mayagüez       |
| 7   | Vaqueras de Bayamón      |
| 8   | Mets de Guaynabo         |
| 9   | Caribes de San Sebastián |
| 10  | Leonas de Ponce          |

## Premi individuali
| Premio                     | Giocatrice                   | Squadra                                       |
| -------------------------- | ---------------------------- | --------------------------------------------- |
| MVP dell'All-Star Game     | Jordan Larson                | Vaqueras de Bayamón                           |
| MVP della Regular Season   | Jordan Larson                | Vaqueras de Bayamón                           |
| MVP delle finali           | Graciela Márquez             | Llaneras de Toa Baja                          |
| Miglior realizzatrice      | Jordan Larson                | Vaqueras de Bayamón                           |
| Miglior realizzatrice (%)  | Jordan Larson                | Vaqueras de Bayamón                           |
| Miglior attaccante         | Jordan Larson                | Vaqueras de Bayamón                           |
| Miglior attaccante (%)     | Jordan Larson                | Vaqueras de Bayamón                           |
| Miglior muro               | Jessica Jones                | Caribes de San Sebastián                      |
| Miglior muro (%)           | Jessica Jones                | Caribes de San Sebastián                      |
| Miglior servizio           | Shonda Cole Yasary Castrodad | Caribes de San Sebastián Gigantes de Carolina |
| Miglior servizio (%)       | Yasary Castrodad             | Gigantes de Carolina                          |
| Miglior palleggiatrice     | Vilmarie Mojica              | Pinkin de Corozal                             |
| Miglior palleggiatrice (%) | Vilmarie Mojica              | Pinkin de Corozal                             |
| Miglior ricevitrice        | Xaimara Colón                | Gigantes de Carolina                          |
| Miglior ricevitrice (%)    | Shara Venegas                | Llaneras de Toa Baja                          |
| Miglior difesa             | Debora Seilhamer             | Indias de Mayagüez                            |
| Miglior difesa (%)         | Debora Seilhamer             | Indias de Mayagüez                            |
| Miglior libero             | Debora Seilhamer             | Indias de Mayagüez                            |
| Miglior ritorno            | Doris Torresola              | Valencianas de Juncos                         |
| Rising star                | Yeimily Mojica               | Llaneras de Toa Baja                          |
| Miglior esordiente         | Lorraine Avilés              | Leonas de Ponce                               |
| Migliore allenatore        | Juan Carlos Núñez            | Llaneras de Toa Baja                          |
| Migliore presidente        | Peter Rivera M artín Rosado  | Vaqueras de Bayamón Llaneras de Toa Baja      |
| All-Star Team              | Vilmarie Mojica              | Pinkin de Corozal                             |
| All-Star Team              | Jordan Larson                | Vaqueras de Bayamón                           |
| All-Star Team              | Kristee Porter               | Pinkin de Corozal                             |
| All-Star Team              | Shonda Cole                  | Caribes de San Sebastián                      |
| All-Star Team              | Jessica Jones                | Caribes de San Sebastián                      |
| All-Star Team              | Yasary Castrodad             | Gigantes de Carolina                          |
| All-Star Team              | Debora Seilhamer             | Indias de Mayagüez                            |
| Offensive Team             | Jordan Larson                | Vaqueras de Bayamón                           |
| Offensive Team             | Lisvel Eve                   | Criollas de Caguas                            |
| Offensive Team             | Shonda Cole                  | Caribes de San Sebastián                      |
| Offensive Team             | Kristee Porter               | Pinkin de Corozal                             |
| Offensive Team             | Saraí Álvarez                | Indias de Mayagüez                            |
| Offensive Team             | Cassandra Busse              | Llaneras de Toa Baja                          |